# Hieracium nyctopum
Hieracium nyctopum es una especie de planta con flor del género Hieracium, de la familia Asteraceae, orden Asterales.

## Distribución
Hieracium nyctopum se distribuye por Noruega.

## Taxonomía
Fue descrita científicamente por Omang.